# Ratkovec
 Ratkovec  falu Horvátországban Krapina-Zagorje megyében. Közigazgatásilag Zlatarhoz  tartozik.

## Fekvése
Krapinától 18 km-re délkeletre, községközpontjától 3 km-re északra a Horvát Zagorje területén fekszik.

## Története
A településnek 1857-ben 145, 1910-ben 163 lakosa volt. Trianonig Varasd vármegye Zlatari járásához tartozott. 
A falunak 2001-ben 130 lakosa volt.

## Nevezetességei
A Jelačić család barokk kastélya a 18. és 19. század fordulóján épült. Egyemeletes, L alakú épület homlokzatán egyszerű díszítéssel. A földszint és az emelet aszimmetrikus elrendezésű. Minden homlokzatot sekély elválasztó sávok tagolnak, az ablakkeretek alatt pedig stilizált textil motívumok láthatók függő rojtokkal. Az öt ablaktengelyes főhomlokzat bejárata a központi tengelyben, az első emeleten pedig egy kis erkély található. Az oromzatos homlokzatokon további ablak és két köz alakú ablakszem található.

## Külső hivatkozások
- Zlatar hivatalos oldala
- Zlatar információs portálja